# Fargesia qinlingensis
Fargesia qinlingensis là một loài thực vật có hoa trong họ Hòa thảo. Loài này được T.P.Yi & J.X.Shao mô tả khoa học đầu tiên năm 1987.